# Mściwy karzeł i Masław, książę mazowiecki
Mściwy karzeł i Masław, książę mazowiecki – powieść Zygmunta Krasińskiego z 1828.

## O utworze
W Mściwym karle Krasiński podjął próbę stworzenia polskiej powieści frenetycznej wzorując się na utworach Wiktora Hugo i powieściach grozy. Pomysł powieści nasunęła mu notatka zamieszczona w Dzienniku Warszawskim na temat zbrodni, do której doszło w XVII wieku na Węgrzech. Krasiński przeniósł akcję swego utworu w wiek XI w okolice rodzinnej Opinogóry. Opowieść oparta na zdarzeniach z przeszłości narodowej jest snuta dość konsekwentnie stylistycznie, choć wbrew  prawdzie dziejowej. Utwór ukazał się w 1830 w Pamiętniku dla Płci Pięknej.